# Dunas de Maspalomas
Les Dunas de Maspalomas és una reserva natural especial a l'extrem sud de l'illa de Gran Canària (illes Canàries), al municipi de San Bartolomé de Tirajana.

## Descripció
Es tracta d'un hàbitat dunar halòfil característic de l'arxipèlag canari, únic pel que fa a l'illa de Gran Canària es refereix, ja que no hi ha un altre sistema dunar de les mateixes característiques a l'illa. La major part de la flora i algunes de les espècies d'aus que visiten les zones humides (Oasis de Maspalomas) d'aquesta reserva, es troben protegides per lleis tant nacionals com regionals. A més, abunden les espècies d'insectes sabulicola, entre ells alguns endèmics, relacionades amb la fauna africana, que només es coneixen en aquest entorn, el Llangardaix Gegant de Gran Canària (Gallotia stehlini) que pot ser albirat de manera abundant a la zona del palmerar pròxim a l'Oasi de Maspalomas i un gran nombre d'aus.